# 史翠珊效应

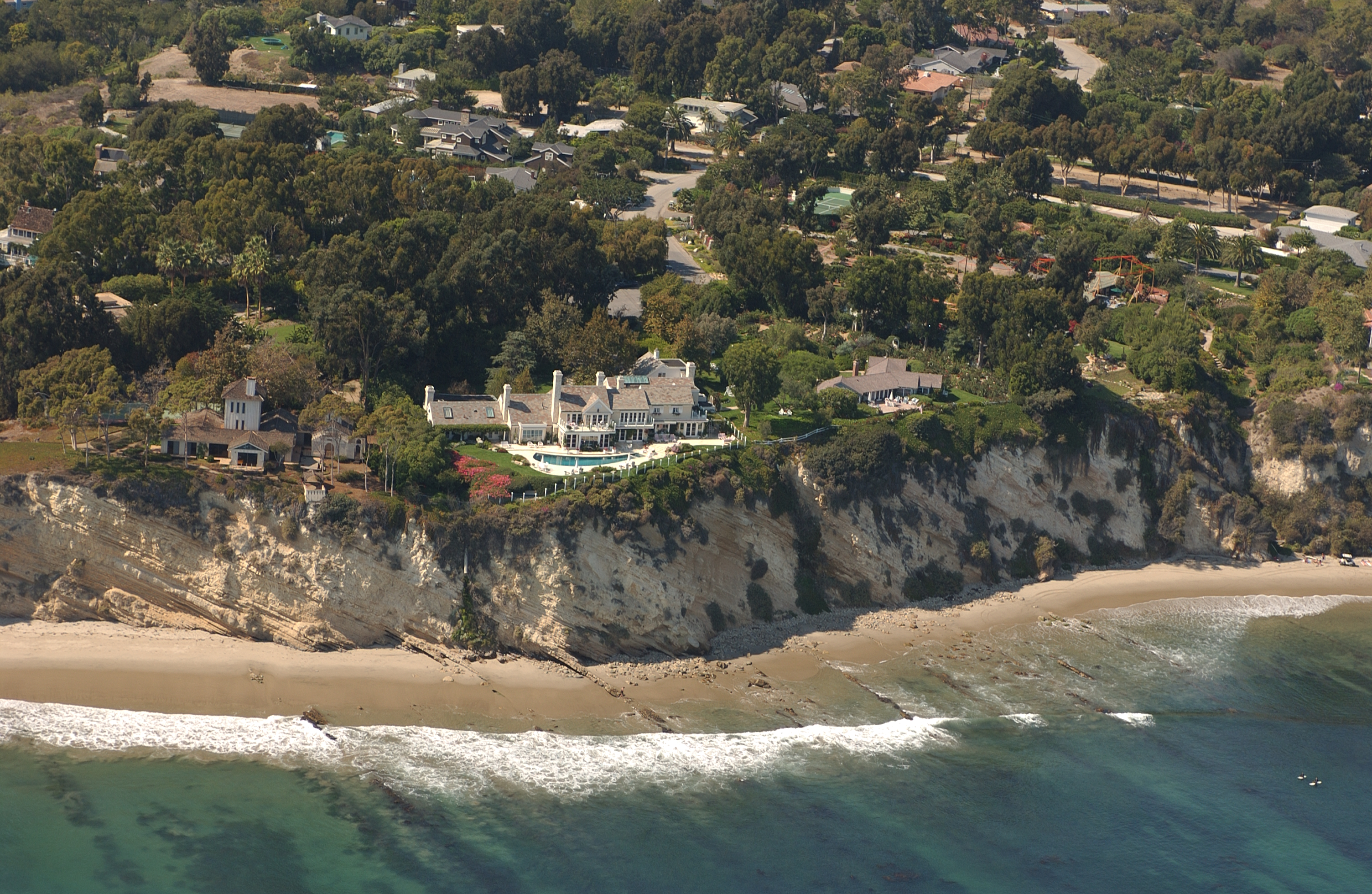
2002年由加利福尼亚州海岸记录计划拍摄的一张海岸线的空中摄影，因图中涉及演员芭芭拉·史翠珊的居所而被申诉移除

史翠珊效应（英語：Streisand effect），指試圖隱藏某事，反而造成此事為人知。
压制訊息的尝试通常是通过停止并终止信函进行的，但訊息并没有被压制，而是受到广泛宣传，以及影片和恶搞歌曲等媒体扩展，可以在网上通过镜像或以文件形式分发共享网络。
史翠珊效应是心理反作用的一个例子，一旦人们意识到某些訊息被隐藏起来，他们就会更有动力访问和传播这些訊息。
在某些情况下，寻求或获得禁止发布某些内容的禁制令会导致宣传增加。

## 缘由
“史翠珊效应”一词則是2005年美国博客作家麦克·麦斯尼克（Mike Masnic）首先提出。美国藝人芭芭拉·史翠珊在2003年状告摄影师肯尼思·阿德尔曼（Kenneth Adelman）和其网站「Pictopia.com」，令其移除阿德尔曼所拍摄的12,000张加州海岸摄影中含有的对史翠珊住所的空中摄影，以保护史翠珊的隐私。结果史翠珊败诉，次月有多达420,000人前来浏览阿德尔曼的網站。

## 中文中的類似表述

### 欲蓋彌彰
「欲蓋彌彰」一詞出自《左傳》。春秋時代發生魯邾交兵，前511年，邾國的黑肱將封地濫送給魯國。由於關係到領土變更，此事便在《春秋》上紀載下來。《左傳》對此評論，說本來黑肱是個沒沒無名的人，但因為做了這件叛國的不義之事，被史書紀錄下來。
冬，邾黑肱以濫來奔，賤而書名，重地故也。君子曰：「名之不可不慎也如是。夫有所有名，而不如其已。以地叛，雖賤必書地，以名其人，終為不義，弗可滅已。是故君子動則思禮，行則思義，不為利回，不為義疚。或求名而不得，或欲蓋而名章，懲不義也。」——左傳‧昭公三十一年

### 此地無銀三百兩
「此地無銀三百兩」出自民間故事，相傳有人把銀子埋在地底下，因為怕被盜取，就在上面插著「此地無銀三百兩」的牌子。然而此事鄰居看到，挖走銀子，並插上「隔壁張三未曾偷」（一說是「隔壁王二不曾偷」）的牌子。

## 类似案例

### 古代
- 黑若斯達特斯事件：黑若斯達特斯为了出名，纵火烧毁了位于土耳其以弗所的世界七大奇跡之一的亚底米神庙。当局因此立法禁止记载、议论此人，但其恶名仍然流传下来。
- 欲盖弥彰：出自《左传》，指邾国黑肱在鲁邾交兵中因割地被记入《春秋》一事。

### 現代

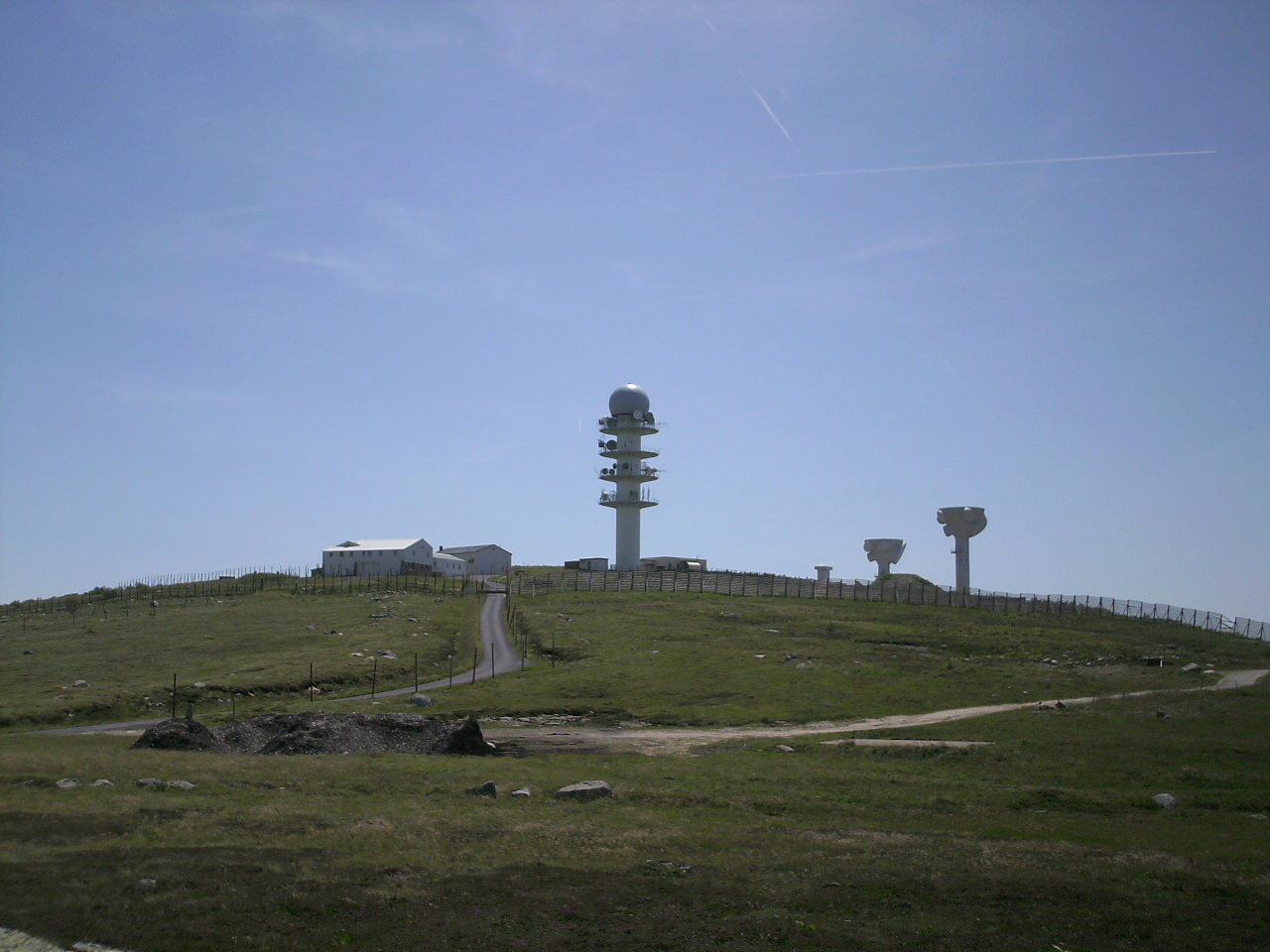
法国對內安全總局试图删除皮埃爾敍奧特軍用無線電台的维基百科条目时，其成为了法语维基百科浏览次数最多的条目

2007年5月，用于防止拷贝HD DVD和蓝光光盘的AACS加密密钥泄露。之后，美国电影协会和AACS授权管理会（AACS LA）发出法律信函，要求相关网站将密钥全部删除，而网民则将密钥的大量新闻投稿到Digg新闻聚合网站，随后还出现了以密钥为歌词的歌曲、乐谱，还有艺术家设计了以密钥为图案的言论自由之旗，此加密密钥反而获得了知名度。
2008年1月27日，匿名網民於香港討論區的成人貼圖區內發布一幅色情相片。相中男子貌似藝人陳冠希，而女子則貌似藝人鍾欣桐。網絡管理員則於數小時後刪除原帖，但網民把圖片重貼或轉載他處，因瀏覽者眾多而引起香港各界關注。當晚，一名匿名網民聲稱圖片是由陳冠希修理中的手提電腦洩漏，並指名道姓指出相關圖片涉及陳文媛和張栢芝。1月28日，香港藝人陳冠希及鍾欣桐所屬的經理人公司英皇娛樂向傳媒發表公開聲明表示圖片為合成照片，而英皇娛樂已經報警求助。在聲明中，英皇娛樂叮囑公眾不要發放、轉載、轉交與刊登上述圖片，否則將以法律追究責任。
當晚，一個大陸博客及時抓取圖片並提供下載連結，促使網站訪問量於6個小時內達到10萬人次，一度擠破網站造成網站臨時關閉。
2008年12月5日，英国网络观察基金会以含有儿童色情内容为由封杀英文维基百科的處女殺手一条目，以减少网络上流传的儿童色情内容。但此行为在媒体报道后的效果适得其反，该页面浏览量剧增，不久后即成为英文维基百科上浏览人数最多的页面之一。
2009年11月，因1990年谋杀演员瓦爾特·塞德梅而入狱的德国人沃爾夫岡·韋萊状告维基百科，令维基百科移除塞德梅页面上韋萊的名字。德语维基百科以保护当事人隐私为由删除韋萊条目，并移除塞德梅页面上的相应内容。此事件得到一些媒体报道。之后数日内，未删除的英文维基百科「瓦爾特·塞德梅」一条目浏览量从原先的每日约20次猛增至每日10,000余次。
2011年，曼联球员瑞恩·吉格斯的婚外情被曝光后，他向法院申请了“超级禁令”禁止媒体报道，这反而使得关注此事的人急剧上升。
2013年，法國曾多次要求把網上有關皮埃爾敍奧特軍用無線電台的資料刪除，卻反而急升關注。
2020年臺灣進口美國肉類問題時，丁怡銘引發牛肉麵之亂，法律學者李茂生以欲蓋彌彰描述此事，稱其為至理名言。
2022年，中國大陸知名帶貨直播主李佳琦在直播中展示出了“坦克冰淇淋”後遭到中斷，六四事件藉此得到了傳播。
2024年1月19日，倫敦一名知名音樂家布倫丹·卡瓦納如往常在英國市中心的倫敦國王十字車站中的公共鋼琴表演時，遭到了一群來自聲稱在拍攝電視節目的華人刁難，其表示由於剛剛拍攝到他們，但他們並不想還未被公開的電視節目遭到上傳，所以想請卡瓦納刪除影片，由於卡瓦納在開始表演前是直播狀態，且過程涉及到民眾之間的情緒所渲染，導致了這件事情被以病毒式的廣泛傳播及討論。
2025年6月10日，香港警務處國安處提醒市民切勿下載一個名為《逆統戰：烽火》的遊戲，發布該程式、分享、推薦、下載、課金，都有可能干犯《香港國安法》或《維護國家安全條例》。結果該遊戲的突然多了不少人留意和認識，搜查次數攀升。